# CNFE Clairefontaine
CNFE Clairefontaine ist ein ehemaliger französischer Frauenfußballverein aus Clairefontaine-en-Yvelines.

## Geschichte
CNFE Clairefontaine stellte insofern eine Besonderheit dar, als es sich nicht um einen Sportverein im üblichen Sinne handelte. Vielmehr hatte er ab seiner Gründung 1998 ausschließlich junge, als besonders talentiert geltende Spielerinnen aus dem gesamten Staatsgebiet in seinen Reihen, die am Centre National de Formation et d’Entraînement (CNFE) – dem vom französischen Landesverband FFF betriebenen „Nationalen Ausbildungs- und Trainingszentrum“, Frankreichs „Kaderschmiede“ für den Fußballer-Nachwuchs − zur Elite des Frauenfußballs ausgebildet werden sollten. Nach Abschluss ihrer Ausbildung kehrten die Spielerinnen, die zum ganz überwiegenden Teil auch bereits in den verschiedenen französischen Jahrgangs-Auswahlteams für Mädchen gespielt hatten, in aller Regel zu ihrem Stammverein zurück.
Als mit der Saison 2002/03 die höchste Spielklasse für Frauen, das Championnat National 1 A, unter der neuen Bezeichnung Division 1 Féminine einer Strukturveränderung unterzogen wurde, die auch erstmals die Möglichkeit der Bezahlung von Spielerinnen durch Verträge (contrat fédéral) vorsah, wurde die erste Frauschaft aus Clairefontaine als dritter Aufsteiger in diese Liga aufgenommen, obwohl sie zuvor nicht am Ligabetrieb teilgenommen hatte. Leidtragender dieser Entscheidung war mit dem FCF Monteux einer der drei Gruppensieger der zweiten Division. Die FFF unter ihrem Präsidenten Claude Simonet, der den Frauenfußball nicht grundsätzlich anders beurteilte und behandeln wollte als denjenigen der Männer, versprach sich von dieser Maßnahme einen zusätzlichen praktischen Ausbildungsaspekt dadurch, dass die Nachwuchsspielerinnen sich in der Wettkampfsituation mit den besten Fußballerinnen des Landes zu messen hatten. Diese Entscheidung war auch in einer Situation gefallen, in der die französische Frauennationalelf sich zum ersten Mal aussichtsreich anschickte, sich für eine Weltmeisterschaftsendrunde zu qualifizieren. 
Die Frauschaft von CNFE Clairefontaine spielte in blau und weiß; ihre Heimspiele trug sie im Stade Pierre-Pibarot auf dem Gelände des Ausbildungszentrums aus. Ab 2007 unterhielt die Einrichtung kein eigenes Ligateam mehr, sondern die Auszubildenden traten an Spielwochenenden für den Verein an, von dem sie nach Clairefontaine gekommen waren.

## Ligazugehörigkeit und Erfolge
CNFE Clairefontaine gehörte der höchsten Spielklasse fünf Jahre lang an und platzierte sich in der zwölf Teams umfassenden Liga viermal auf dem fünften sowie einmal auf dem sechsten Rang. Am Landespokalwettbewerb durfte der CNFE in dieser Zeit hingegen nicht teilnehmen. Nach der Saison 2006/07 beendete der französische Verband das sportlich durchaus erfolgreiche Experiment mit dieser Junioren-Frauschaft. Hintergrund für diese Entscheidung war auch der Druck seitens etlicher Zweitligaklubs, denen dieses Team einen Platz in der Division 1 blockierte.
Auch wenn der CNFEC also nie einen nationalen Titel gewonnen hat und nur von kurzzeitigem Bestand war, steht er in der „Ewigen Tabelle“ der höchsten französischen Liga seit 1992 immer noch auf dem 13. Rang.

## Bekannte Spielerinnen und Trainer
Im französischen Aufgebot für die U-19-Weltmeisterschaft 2002 gehörten neun der 18 nominierten Spielerinnen dem CNFE Clairefontaine an, von denen der Großteil im selben Jahr auch bereits im Finale der U-19-Europameisterschaft gestanden hatte. Als Frankreichs A-Juniorinnen 2003 Europameisterinnen wurden, stammten sogar elf der 18 Französinnen vom CNFE. Zahlreiche dieser und später geborener Spielerinnen des CNFE wurden in der Folge auch zu A-Nationalspielerinnen; 2005 nahmen mit Sarah Bouhaddi, Louisa Nécib und Élodie Thomis drei von ihnen als 18-Jährige an der Frauen-Europameisterschaft teil.
Weitere herausragende Spielerinnen im blau-weißen Dress waren Camille Abily, Karima Benameur, Laure Boulleau, Élise Bussaglia, Anne-Laure Casseleux, Nora Coton-Pelagie, Nonna Debonne, Sabrina Delannoy, Marie-Laure Delie, Ludivine Diguelman, Sandrine Dusang, Laura Georges, Kheira Hamraoui, Amandine Henry, Marie-Claude Herlem, Jessica Houara, Laure Lepailleur, Émilie L’Huillier, Julie Machart, Ophélie Meilleroux, Claire Morel, Caroline Pizzala, Véronique Pons und Julie Soyer.
Während ihrer Ausbildung in Clairefontaine wurden die jungen Frauen vom gesamten Trainerstab der Einrichtung betreut, zu dem mit Bruno Bini auch der damalige U-19-Nationaltrainer gehörte; im Ligabetrieb allerdings gab es für CNFE einen hauptverantwortlichen Übungsleiter. Dies war bis Sommer 2004 Gérard Prêcheur, ihm folgten Philippe Guilloteau (2004 bis Februar 2006), Angélique Roujas (Februar bis November 2006) und Philippe Bretaud (November 2006 bis 2007).